# فینال‌های ان‌بی‌ای ۱۹۸۸
فینال‌های ان‌بی‌ای ۱۹۸۸ دور قهرمانی اتحادیهٔ ملی بسکتبال در فصل ۸۸–۱۹۸۷ می‌باشد. لس آنجلس لیکرز به عنوان قهرمان کنفرانس غرب برابر دیترویت پیستونز به عنوان قهرمان کنفرانس شرق قرار گرفت. لیکرز با نتیجهٔ ۴ بر ۳ سری را به سود خود به اتمام رساند و قهرمان این فصل از رقابت‌ها شد.

## پیش‌زمینه

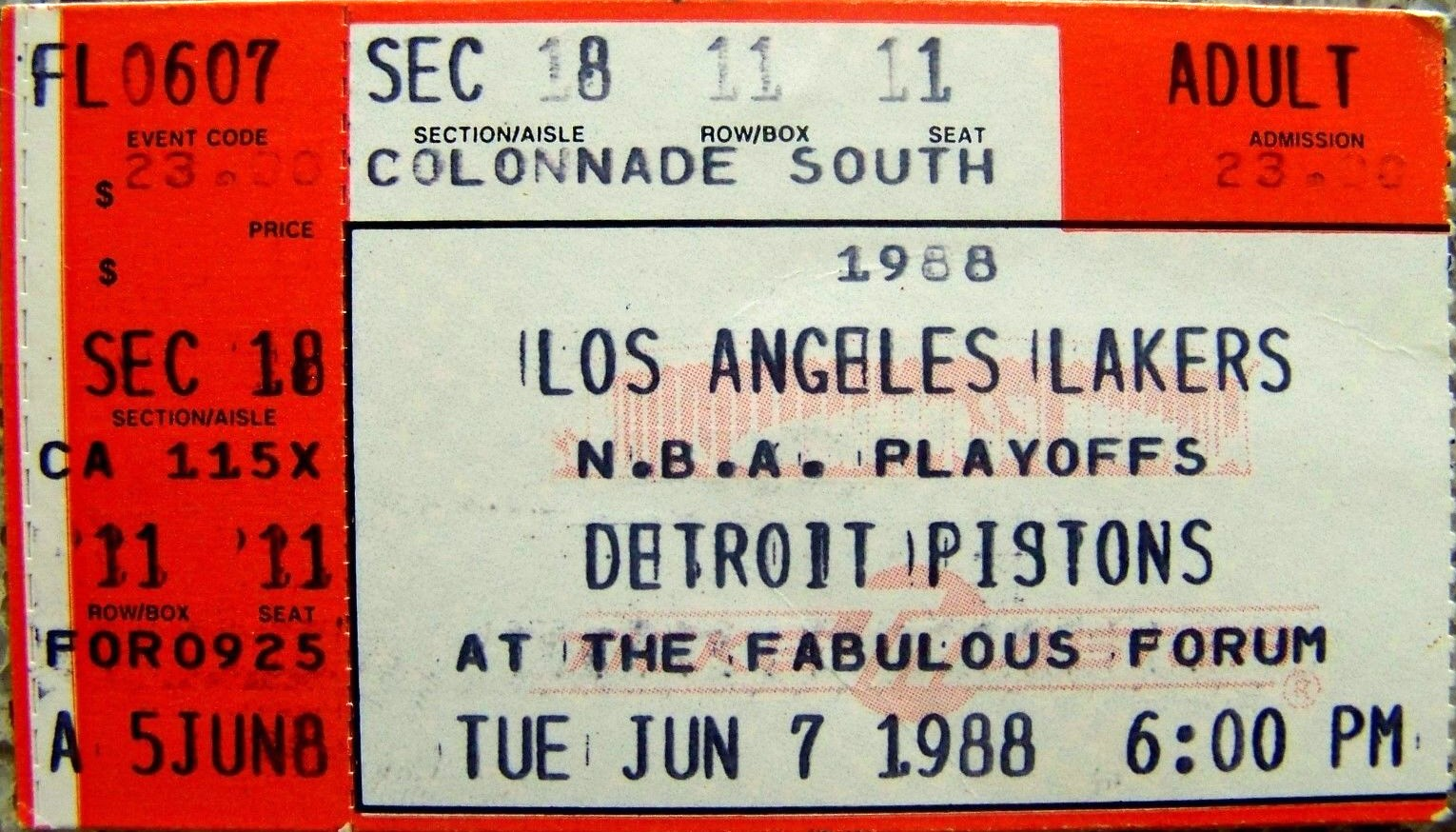
یک بلیط برای بازی نخست فینال‌های ۱۹۸۸.

### مسیر فینال
| #  | کنفرانس غرب           | کنفرانس غرب | کنفرانس غرب | کنفرانس غرب | کنفرانس غرب   |
| #  | تیم                   | برد         | باخت        | درصد برد    | بازی‌های پشت‌سر |
| -- | --------------------- | ----------- | ----------- | ----------- | ------------- |
| ۱  | z-لس آنجلس لیکرز      | ۶۲          | ۲۰          | ۰٫۷۵۶       | –             |
| ۲  | y-دنور ناگتس          | ۵۴          | ۲۸          | ۰٫۶۵۹       | ۸             |
| ۳  | x-دالاس ماوریکس       | ۵۳          | ۲۹          | ۰٫۶۴۶       | ۹             |
| ۴  | x-پورتلند تریل بلیزرز | ۵۳          | ۲۹          | ۰٫۶۴۶       | ۹             |
| ۵  | x-یوتا جاز            | ۴۷          | ۳۵          | ۰٫۵۷۳       | ۱۵            |
| ۶  | x-هیوستون راکتس       | ۴۶          | ۳۶          | ۰٫۵۶۱       | ۱۶            |
| ۷  | x-سیاتل سوپرسانیکس    | ۴۴          | ۳۸          | ۰٫۵۳۷       | ۱۸            |
| ۸  | x-سن آنتونیو اسپرز    | ۳۱          | ۵۱          | ۰٫۳۷۸       | ۳۱            |
|    |                       |             |             |             |               |
| ۹  | فینیکس سانز           | ۲۸          | ۵۴          | ۰٫۳۴۱       | ۳۴            |
| ۱۰ | ساکرامنتو کینگز       | ۲۴          | ۵۸          | ۰٫۲۹۳       | ۳۸            |
| ۱۱ | گلدن استیت واریرز     | ۲۰          | ۶۲          | ۰٫۲۴۴       | ۴۲            |
| ۱۲ | لس آنجلس کلیپرز       | ۱۷          | ۶۵          | ۰٫۲۰۷       | ۴۵            |

| #  | کنفرانس غرب           | کنفرانس غرب | کنفرانس غرب | کنفرانس غرب | کنفرانس غرب   |
| #  | تیم                   | برد         | باخت        | درصد برد    | بازی‌های پشت‌سر |
| -- | --------------------- | ----------- | ----------- | ----------- | ------------- |
| ۱  | z-لس آنجلس لیکرز      | ۶۲          | ۲۰          | ۰٫۷۵۶       | –             |
| ۲  | y-دنور ناگتس          | ۵۴          | ۲۸          | ۰٫۶۵۹       | ۸             |
| ۳  | x-دالاس ماوریکس       | ۵۳          | ۲۹          | ۰٫۶۴۶       | ۹             |
| ۴  | x-پورتلند تریل بلیزرز | ۵۳          | ۲۹          | ۰٫۶۴۶       | ۹             |
| ۵  | x-یوتا جاز            | ۴۷          | ۳۵          | ۰٫۵۷۳       | ۱۵            |
| ۶  | x-هیوستون راکتس       | ۴۶          | ۳۶          | ۰٫۵۶۱       | ۱۶            |
| ۷  | x-سیاتل سوپرسانیکس    | ۴۴          | ۳۸          | ۰٫۵۳۷       | ۱۸            |
| ۸  | x-سن آنتونیو اسپرز    | ۳۱          | ۵۱          | ۰٫۳۷۸       | ۳۱            |
|    |                       |             |             |             |               |
| ۹  | فینیکس سانز           | ۲۸          | ۵۴          | ۰٫۳۴۱       | ۳۴            |
| ۱۰ | ساکرامنتو کینگز       | ۲۴          | ۵۸          | ۰٫۲۹۳       | ۳۸            |
| ۱۱ | گلدن استیت واریرز     | ۲۰          | ۶۲          | ۰٫۲۴۴       | ۴۲            |
| ۱۲ | لس آنجلس کلیپرز       | ۱۷          | ۶۵          | ۰٫۲۰۷       | ۴۵            |

### سری‌های فصل عادی
لس آنجلس لیکرز برندهٔ هر دو بازی سری فصل عادی شد:
| ۸ ژانویه ۱۹۸۸ |

|  |

| لس آنجلس لیکرز ۱۰۶, دیترویت پیستونز ۱۰۴ |

| ۲۱ فوریه ۱۹۸۸ |

|  |

| دیترویت پیستونز ۱۱۰, لس آنجلس لیکرز ۱۱۷ |

## خلاصه سری
| بازی     | تاریخ            | تیم مهمان       | نتیجه         | تیم میزبان      |
| -------- | ---------------- | --------------- | ------------- | --------------- |
| بازی ۱   | سه‌شنبه، ۷ ژوئن   | دیترویت پیستونز | ۱۰۵–۹۳ (۱–۰)  | لس آنجلس لیکرز  |
| Gaبازی ۲ | پنج‌شنبه، ۹ ژوئن  | دیترویت پیستونز | ۹۶–۱۰۸ (۱–۱)  | لس آنجلس لیکرز  |
| بازی ۳   | یکشنبه، ۱۲ ژوئن  | لس آنجلس لیکرز  | ۹۹–۸۶ (۲–۱)   | دیترویت پیستونز |
| بازی ۴   | سه‌شنبه، ۱۴ ژوئن  | لس آنجلس لیکرز  | ۸۶–۱۱۱ (۲–۲)  | دیترویت پیستونز |
| بازی ۵   | پنج‌شنبه، ۱۶ ژوئن | لس آنجلس لیکرز  | ۹۴–۱۰۴ (۲–۳)  | دیترویت پیستونز |
| ۶        | یکشنبه، ۱۹ ژوئن  | دیترویت پیستونز | ۱۰۲–۱۰۳ (۳–۳) | لس آنجلس لیکرز  |
| بازی ۷   | سه‌شنبه، ۲۱ ژوئن  | دیترویت پیستونز | ۱۰۵–۱۰۸ (۳–۴) | لس آنجلس لیکرز  |

### بازی ۱
| ۷ ژوئن 9:00 pm EDT |

|  |

| دیترویت پیستونز ۱۰۵, لس آنجلس لیکرز ۹۳                                 |  |                                                                   |
| امتیاز بر پایه وقت: ۲۲–۲۱, ۳۵–۱۹, ۲۳–۲۸, ۲۵–۲۵                         |  |                                                                   |
| امتیاز: آدریان دانتلی ۳۴ ریباند: Bill Laimbeer ۷ پاس : آیزیاه توماس ۱۲ |  | امتیاز: مجیک جانسون ۲۸ ریباند: A. C. Green ۱۲ پاس: مجیک جانسون ۱۰ |
| دیترویت پیشتاز سری، ۱–۰                                                |  |                                                                   |

### بازی ۲
| ۹ ژوئن 9:00 pm EDT |

|  |

| دیترویت پیستونز ۹۶, لس آنجلس لیکرز ۱۰۸                                                        |  |                                                                    |
| امتیاز بر پایه وقت: ۲۰–۲۵, ۱۹–۲۴, ۳۰–۲۷, ۲۷–۳۲                                                |  |                                                                    |
| امتیاز: آدریان دانتلی ۱۹ ریباند: Laimbeer, Mahorn همگی ۹ پاس : جو دومارس، آیزیاه توماس همگی ۷ |  | امتیاز: James Worthy ۲۶ ریباند: A. C. Green ۱۳ پاس: مجیک جانسون ۱۱ |
| سری برابر، ۱–۱                                                                                |  |                                                                    |

### بازی ۴
| ۱۴ ژوئن 9:00 pm EDT |

|  |

| لس آنجلس لیکرز ۸۶, دیترویت پیستونز ۱۱۱                            |  |                                                                      |
| امتیاز بر پایه وقت: ۲۹–۳۲, ۲۲–۲۶, ۱۴–۲۵, ۲۱–۲۸                    |  |                                                                      |
| امتیاز: مجیک جانسون ۲۳ ریباند: A. C. Green ۱۰ پاس : مجیک جانسون ۶ |  | امتیاز: آدریان دانتلی ۲۷ ریباند: آیزیاه توماس ۹ پاس: آیزیاه توماس ۱۲ |
| سری برابر، ۲–۲                                                    |  |                                                                      |

### بازی ۵
| ۱۶ ژوئن 9:00 pm EDT |

|  |

| لس آنجلس لیکرز ۹۴, دیترویت پیستونز ۱۰۴                                                           |  |                                                                       |
| امتیاز بر پایه وقت: ۳۰–۲۷, ۲۰–۳۲, ۲۵–۲۲, ۱۹–۲۳                                                   |  |                                                                       |
| امتیاز: کریم عبدالجبار ۲۶ ریباند: کریم عبدالجبار، Green, مجیک جانسون همگی ۶ پاس : مجیک جانسون ۱۷ |  | امتیاز: آدریان دانتلی ۲۵ ریباند: Bill Laimbeer ۱۱ پاس: آیزیاه توماس ۸ |
| دیترویت پیشتاز سری، ۳–۲                                                                          |  |                                                                       |

### بازی ۶
| ۱۹ ژوئن 3:30 pm EDT |

|  |

| دیترویت پیستونز ۱۰۲, لس آنجلس لیکرز ۱۰۳                            |  |                                                                    |
| امتیاز بر پایه وقت: ۲۶–۲۰, ۲۰–۳۳, ۳۵–۲۶, ۲۱–۲۴                     |  |                                                                    |
| امتیاز: آیزیاه توماس ۴۳ ریباند: Bill Laimbeer ۹ پاس : جو دومارس ۱۰ |  | امتیاز: James Worthy ۲۸ ریباند: A. C. Green ۱۰ پاس: مجیک جانسون ۱۹ |
| سری برابر، ۳–۳                                                     |  |                                                                    |

### بازی ۷
| ۲۱ ژوئن 9:00 pm EDT |

|  |

| دیترویت پیستونز ۱۰۵, لس آنجلس لیکرز ۱۰۸                      |  |                                                                     |
| امتیاز بر پایه وقت: ۲۳–۲۱, ۲۹–۲۶, ۲۱–۳۶, ۳۲–۲۵               |  |                                                                     |
| امتیاز: جو دومارس ۲۵ ریباند: جان سلی ۱۰ پاس : آیزیاه توماس ۷ |  | امتیاز: James Worthy ۳۶ ریباند: James Worthy ۱۶ پاس: مجیک جانسون ۱۴ |
| لس آنجلس برندهٔ سری، ۴–۳                                      |  |                                                                     |

## آمارهای بازیکنان
لس آنجلس لیکرز
| بازیکن              | GP | GS | MPG  | FG%   | 3FG%  | FT%   | RPG | APG  | SPG | BPG | PPG  |
| ------------------- | -- | -- | ---- | ----- | ----- | ----- | --- | ---- | --- | --- | ---- |
| Kareem Abdul-Jabbar | ۷  | ۷  | ۲۹٫۶ | ۰٫۴۱۴ | ۰٫۰۰۰ | ۰٫۷۱۴ | ۴٫۱ | ۱٫۰  | ۰٫۶ | ۱٫۱ | ۱۳٫۱ |
| Tony Campbell       | ۲  | ۰  | ۷٫۰  | ۰٫۶۶۷ | ۰٫۰۰۰ | ۱٫۰۰۰ | ۰٫۵ | ۰٫۵  | ۰٫۰ | ۰٫۰ | ۴٫۰  |
| Michael Cooper      | ۷  | ۰  | ۲۵٫۱ | ۰٫۲۰۵ | ۰٫۱۵۰ | ۰٫۶۲۵ | ۱٫۶ | ۲٫۱  | ۰٫۹ | ۰٫۳ | ۳٫۷  |
| A. C. Green         | ۷  | ۷  | ۳۴٫۶ | ۰٫۵۵۸ | ۰٫۰۰۰ | ۰٫۷۳۳ | ۸٫۷ | ۰٫۶  | ۰٫۴ | ۰٫۰ | ۱۰٫۰ |
| Magic Johnson       | ۷  | ۷  | ۴۱٫۴ | ۰٫۵۵۰ | ۰٫۳۳۳ | ۰٫۸۶۶ | ۵٫۷ | ۱۳٫۰ | ۲٫۰ | ۰٫۱ | ۲۱٫۱ |
| Wes Matthews        | ۴  | ۰  | ۲٫۳  | ۰٫۳۳۳ | ۰٫۰۰۰ | ۱٫۰   | ۰٫۰ | ۰٫۰  | ۰٫۳ | ۰٫۰ | ۱٫۵  |
| Kurt Rambis         | ۵  | ۰  | ۶٫۶  | ۰٫۶۶۷ | ۰٫۰۰۰ | ۰٫۴۰۰ | ۱٫۶ | ۰٫۰  | ۰٫۲ | ۰٫۰ | ۱٫۲  |
| Byron Scott         | ۷  | ۷  | ۴۰٫۱ | ۰٫۴۷۶ | ۰٫۴۵۵ | ۰٫۷۷۱ | ۴٫۹ | ۲٫۰  | ۱٫۰ | ۰٫۴ | ۱۸٫۹ |
| Mike Smrek          | ۲  | ۰  | ۳٫۰  | ۰٫۰۰۰ | ۰٫۰۰۰ | ۰٫۰۰۰ | ۱٫۰ | ۰٫۰  | ۰٫۰ | ۰٫۰ | ۰٫۰  |
| Mychal Thompson     | ۷  | ۰  | ۲۱٫۶ | ۰٫۵۰۰ | ۰٫۰۰۰ | ۰٫۴۱۲ | ۳٫۶ | ۰٫۳  | ۰٫۰ | ۰٫۴ | ۷٫۰  |
| Milt Wagner         | ۲  | ۰  | ۲٫۵  | ۰٫۰۰۰ | ۰٫۰۰۰ | ۰٫۰۰۰ | ۰٫۰ | ۰٫۵  | ۰٫۰ | ۰٫۰ | ۰٫۰  |
| James Worthy        | ۷  | ۷  | ۳۸٫۰ | ۰٫۴۹۲ | ۰٫۰۰۰ | ۰٫۷۳۵ | ۷٫۴ | ۴٫۴  | ۰٫۷ | ۰٫۶ | ۲۲٫۰ |

دیترویت پیستونز
| بازیکن         | GP | GS | MPG  | FG%   | 3FG%  | FT%   | RPG | APG | SPG | BPG | PPG  |
| -------------- | -- | -- | ---- | ----- | ----- | ----- | --- | --- | --- | --- | ---- |
| Adrian Dantley | ۷  | ۷  | ۳۶٫۴ | ۰٫۵۷۳ | ۰٫۰۰۰ | ۰٫۸۵۹ | ۵٫۰ | ۲٫۳ | ۰٫۶ | ۰٫۱ | ۲۱٫۳ |
| Joe Dumars     | ۷  | ۷  | ۳۳٫۳ | ۰٫۵۱۳ | ۰٫۵۰۰ | ۰٫۹۲۹ | ۲٫۳ | ۴٫۶ | ۰٫۶ | ۰٫۰ | ۱۳٫۴ |
| James Edwards  | ۷  | ۰  | ۱۳٫۷ | ۰٫۴۷۷ | ۰٫۰۰۰ | ۰٫۶۳۶ | ۳٫۰ | ۱٫۰ | ۰٫۱ | ۰٫۴ | ۷٫۰  |
| Vinnie Johnson | ۷  | ۰  | ۲۳٫۴ | ۰٫۴۰۵ | ۰٫۱۶۷ | ۰٫۴۴۴ | ۳٫۷ | ۳٫۰ | ۰٫۷ | ۰٫۱ | ۱۱٫۰ |
| Bill Laimbeer  | ۷  | ۷  | ۳۳٫۶ | ۰٫۳۹۱ | ۰٫۳۳۳ | ۱٫۰۰۰ | ۸٫۹ | ۱٫۹ | ۰٫۴ | ۱٫۰ | ۹٫۴  |
| Ralph Lewis    | ۳  | ۰  | ۱٫۳  | ۰٫۵۰۰ | ۰٫۰۰۰ | ۰٫۰۰۰ | ۱٫۰ | ۰٫۰ | ۰٫۰ | ۰٫۰ | ۰٫۷  |
| Rick Mahorn    | ۷  | ۷  | ۱۰٫۶ | ۰٫۴۰۹ | ۰٫۰۰۰ | ۰٫۸۳۳ | ۲٫۴ | ۰٫۱ | ۰٫۰ | ۰٫۶ | ۳٫۳  |
| Chuck Nevitt   | ۱  | ۰  | ۱٫۰  | ۰٫۵۰۰ | ۰٫۰۰۰ | ۰٫۰۰۰ | ۲٫۰ | ۰٫۰ | ۰٫۰ | ۰٫۰ | ۲٫۰  |
| Dennis Rodman  | ۷  | ۰  | ۲۴٫۹ | .۶۲۹  | ۰٫۰۰۰ | ۰٫۵۲۴ | ۶٫۹ | ۰٫۶ | ۰٫۹ | ۱٫۰ | ۷٫۹  |
| Walker Russell | ۳  | ۰  | ۱٫۷  | ۰٫۳۳۳ | ۰٫۰۰۰ | ۱٫۰۰۰ | ۰٫۰ | ۰٫۰ | ۰٫۰ | ۰٫۰ | ۱٫۳  |
| John Salley    | ۷  | ۰  | ۲۵٫۳ | ۰٫۵۸۱ | ۰٫۰۰۰ | ۰٫۷۰۰ | ۶٫۳ | ۰٫۹ | ۰٫۷ | ۱٫۳ | ۷٫۱  |
| Isiah Thomas   | ۷  | ۷  | ۳۷٫۴ | ۰٫۴۲۶ | ۰٫۲۹۴ | ۰٫۸۳۳ | ۴٫۴ | ۹٫۰ | ۲٫۹ | ۰٫۳ | ۱۹٫۷ |